# GSC8220-801
GSC8220-801 — хімічно пекулярна зоря спектрального класу A, що має видиму зоряну величину в смузі V приблизно 10,8.